# British Institute for the Study of Iraq
La British Institute for the Study of Iraq, BISI(en français : Institut britannique pour l'étude de l'Irak) (anciennement la British School of Archaeology in Iraq) est le seul organisme en Grande-Bretagne consacré à la recherche sur les civilisations anciennes et les langues de la Mésopotamie. Il a été fondé en 1932 et a pour objectif de soutenir et d’entreprendre des recherches sur l’archéologie (et des sujets connexes) en Irak et dans les pays voisins, des temps les plus reculés jusqu’à 1700 après J.-C. et de promouvoir le patrimoine culturel irakien. Depuis 1934, l’École publie une revue à comité de lecture, Iraq, qui est maintenant publiée chaque année, en novembre / décembre de chaque année.
Cette association caritative a son siège dans le bureau de la British Academy à Carlton House Terrace, à Londres.

## Histoire
L'école a été fondée en 1932 en mémoire de la vie et des œuvres de Gertrude Bell. Passionnée d'archéologie, Bell légua 6 000 £ pour sa fondation à sa mort en 1926. Une collecte de fonds supplémentaire en 1929 ajouta 14 000 £ et, bien que la Grande Dépression laissât le fonds épuisé, l'école fut fondée en 1932. Son objectif initial était de financer les fouilles d'archéologues et offrir des bourses aux étudiants britanniques travaillant sur des projets archéologiques en Irak.
L'école a procédé à des fouilles en Irak avant la Seconde Guerre mondiale. Les activités ont repris en 1948 et l’école a fonctionné de façon continue jusqu’en 1990. Depuis lors, les circonstances politiques l’ont empêchée de reprendre ses activités de recherche. Toutefois, des relations amicales avec le Département des Antiquités irakiennes et des contacts avec des collègues irakiens ont été maintenus, principalement par des visites privées.
L'école a été financée par une subvention du gouvernement britannique à partir de 1946, ce qui lui a permis d'établir une base à Bagdad. Son premier directeur était Max Mallowan, dont l'épouse était Agatha Christie, qui a écrit Meurtre en Mésopotamie. Les fouilles de Nimroud ont été parmi les projets notables auxquels l'école a participé. Suivent le Tell Abada, Balawat, Abu Salabikh, Jemdet Nasr (en), Tell al-Rimah et Tell Taya (en) en Irak, ainsi que Chagar Bazar et Tell Brak en Syrie.
À la suite de l'invasion de l'Irak en 2003, l'école a consacré ses ressources à la reconstruction du patrimoine irakien. Le financement du gouvernement britannique a toutefois diminué de moitié en 2007, puis complètement en 2009. Il bénéficie désormais du soutien du British Museum. L’école perçoit également des revenus de sources privées. Il compte actuellement environ 650 membres abonnés. Il est régi par un conseil, qui se réunit à Londres et est élu chaque année par les membres, conformément aux règles approuvées par les membres initiaux en 1932 mais récemment révisées.
Le 12 décembre 2007, l'organisation est rebaptisée Institut britannique pour l'étude de l'Irak. Il a également élargi son champ d'action à la promotion du patrimoine culturel irakien et à la création de partenariats et de collaborations avec des archéologues irakiens. Depuis les années 1990, il finance également des étudiants irakiens étudiant en Grande-Bretagne. Il a contribué à la création du musée de Bassorah ouvert en 2016

## Ivoires assyriens
En 2011, le BISI a vendu un tiers de sa collection d'ivoires de Nimroud (en), découvert entre 1949 et 1963 dans les fouilles menées par Sir Max Mallowan, au British Museum pour 1.17million £. Un autre tiers a été donné au British Museum en reconnaissance de la conservation de la collection par le musée au cours des 24 dernières années. Il est prévu que le tiers restant de la collection sera renvoyé en Irak à l’avenir. Une sélection d'ivoires a été exposée au British Museum en 2011.

## Personnalités notables

### Liste des administrateurs
- 1947 à ????: Sir Max Mallowan[5]
- 1961 à 1965 : Donald Wiseman (en)
- 1965 à 1969 : David Oates (en)
- 1969 à 1975 : Diana Kirkbride
- 1975 à 1981 : Nicholas Postgate (en)[6]
- 1988 à 1995 : Roger Matthews[7]
- 2012 à 2017 : Eleanor Robson

### Autres membres du personnel
- Barbara Parker-Mallowan, secrétaire-bibliothécaire de 1950 à 1961 et présidente de 1983 à 1993.

## Médaille Bell
La médaille d'or en mémoire de Gertrude Bell est décernée par la BISI pour « des services remarquables à l'archéologie mésopotamienne. » Jusqu'en 2019, cinq lauréats ont été récompensés :
- Max Mallowan (1976)
- Seton Lloyd (1979)
- David Oates (en) (1997)
- Roger Moorey (2003)
- Lamia Al-Gailani Werr (2009)